# Sharp EL-531

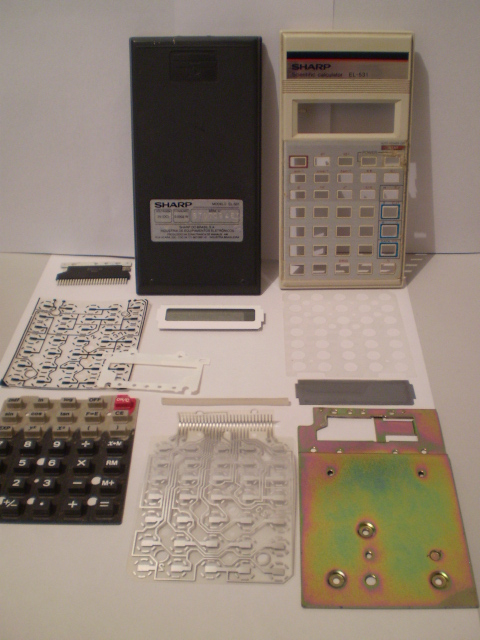
Calculadora Sharp EL-531 (explodido)

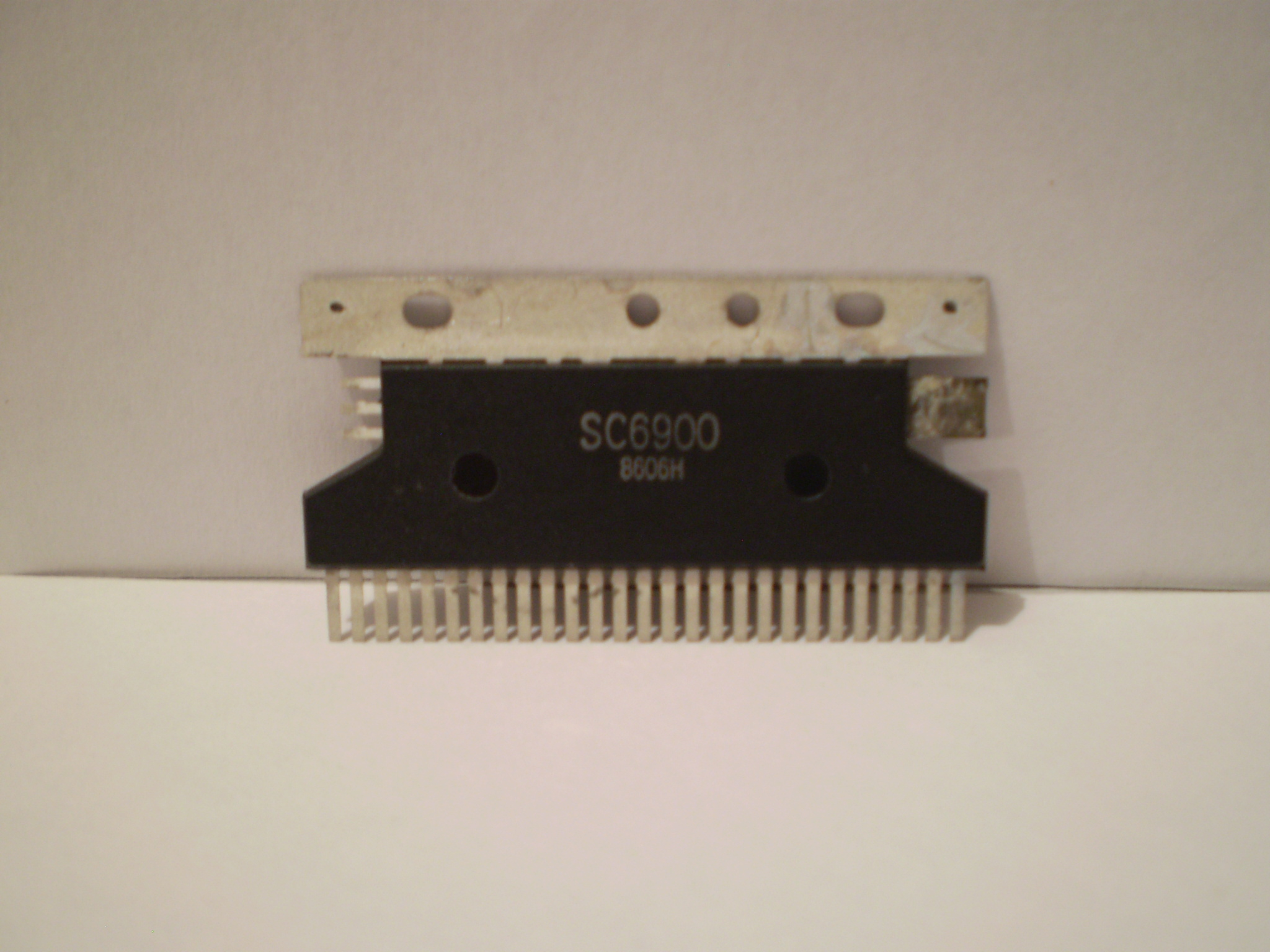
Microprocessador utilizado pela EL-531

A EL-531 foi uma calculadora científica fabricada pela empresa Sharp Corporation e montada no Brasil pela Sharp do Brasil S.A. (na Zona Franca de Manaus), sendo a primeira da série 531 e introduzida no mercado mundial em 1984 e descontinuada em 1985 quando foi substituída pela EL-531W (com mais funções e designer moderno).
O equipamento possuia 32 funções e 4 memórias, com visor de LCD de 10 dígitos e utilizava um microprocessador Sharp SC6900

## Ligação externa
- Sharp.com - 531